# Lista de prefeitos de Tejuçuoca
Esta é a lista de prefeitos do município de Tejuçuoca, estado brasileiro do Ceará.
O prefeito municipal chefia a administração e comanda os serviços públicos, tendo como comandante o prefeito.
A partir da constituição brasileira de 1934, o cargo de prefeito passou a ser o único, em todo o Brasil, ao qual estão atribuídas as funções de chefe do poder executivo do governo local, em simetria aos chefes dos executivos da União e do estado, portanto, em forma monocrática. Este texto quer dizer que deverá haver harmonia e integração de ação entre as esferas envolvidas sem a intervenção de uma na outra, exceto nos casos previstos na Constituição Federal.

## Prefeitos (1989-2025)
| Nº | Nome                                                             | Imagem                                       | Partido                                          | Início do mandato      | Fim do mandato                                                    | Observações                                                    |
| 1  | João da Silva Mota Filho (Itapajé, 07.08.1953–)                  |                                              | Partido da Frente Liberal PFL                    | 1º de janeiro de 1989  | 31 de dezembro de 1992                                            | Prefeito eleito em sufrágio universal, com 2.181 votos válidos |
| 2  | José Rubens Dutra Mota                                           |                                              | Partido da Social Democracia Brasileira PSDB     | 1º de janeiro de 1993  | 31 de dezembro de 1996                                            | Prefeito eleito em sufrágio universal, com 3.642 votos válidos |
| —  | João da Silva Mota Filho (Itapajé, 07.08.1953–)                  |                                              | Partido Democrático Trabalhista PDT              | 1º de janeiro de 1997  | 31 de dezembro de 2000                                            | Prefeito eleito em sufrágio universal, com 4.172 votos válidos |
| —  | João da Silva Mota Filho (Itapajé, 07.08.1953–)                  | Partido da Social Democracia Brasileira PSDB | 1º de janeiro de 2001                            | 31 de dezembro de 2004 | Prefeito reeleito em sufrágio universal, com 4.671 votos válidos  |                                                                |
| 3  | Edilardo Eufrásio da Cruz (Itapajé, 02.09.1966–)                 |                                              | Partido da Social Democracia Brasileira PSDB     | 1º de janeiro de 2005  | 31 de dezembro de 2008                                            | Prefeito eleito em sufrágio universal, com 4.676 votos válidos |
| 3  | Edilardo Eufrásio da Cruz (Itapajé, 02.09.1966–)                 | 1º de janeiro de 2009                        | Partido da Social Democracia Brasileira PSDB     | 31 de dezembro de 2012 | Prefeito reeleito em sufrágio universal, com 6.706 votos válidos  |                                                                |
| 4  | Francisco Valmar Mota Bernardo (Tejuçuoca, 06.11.1977–)          |                                              | Partido Democrático Trabalhista PDT              | 1º de janeiro de 2013  | 31 de dezembro de 2016                                            | Prefeito eleito em sufrágio universal, com 6.033 votos válidos |
| 5  | Antônia Heloide Estevam Rodrigues (General Sampaio, 02.01.1981–) |                                              | Partido do Movimento Democrático Brasileiro PMDB | 1º de janeiro de 2017  | 31 de dezembro de 2020                                            | Prefeita eleita em sufrágio universal, com 6.420 votos válidos |
| 6  | José Antunízio de Brito, Britinho (Itapajé, 25.11.1985–)         |                                              | Partido Social Democrático PSD                   | 1º de janeiro de 2021  | 31 de dezembro de 2024                                            | Prefeito eleito em sufrágio universal, com 7.476 votos válidos |
| 6  | José Antunízio de Brito, Britinho (Itapajé, 25.11.1985–)         | Republicanos REP                             | 1° de janeiro de 2025                            | Atualidade             | Prefeito reeleito em sufrágio universal, com 10.743 votos válidos |                                                                |

Legenda
| cor        | significado                                                                                  |
| verde      | mandatários eleitos por votação direta ou indireta (pela Câmara Municipal)                   |
| bege       | mandatários nomeados diretamente pelo governo central em épocas de convulsão político-social |
| Azul claro | Vice-prefeitos e presidentes da Câmara que assumiram o cargo de prefeito.                    |